# Cabueñes
Cabueñes es una parroquia perteneciente al Distrito Rural del concejo de Gijón (Principado de Asturias, España).
Por su escasa distancia al núcleo urbano de Gijón, ha sido tradicionalmente una zona de ocio y residencial. En ella están situadas la Universidad Laboral, el Hospital de Cabueñes, el tanatorio municipal, parte del campus universitario, el Parque Científico y Tecnológico, el Jardín Botánico Atlántico y la Carbayera del Tragamón.

## Población
En 2008 Cabueñes tenía 1 271 habitantes y en 2022 tenía 1 516, siendo la tercera parroquia más poblada del concejo, por detrás de Somió y Vega.

## Ubicación
Está situada al oriente del concejo, limitando al norte con Somió, al este con Quintueles, en el concejo de Villaviciosa, al sur con  Deva y Santurio y al oeste con Bernueces. 
La parroquia es atravesada por la N-632 así como por el futuro vial desde el Hospital hasta la A-8. EMTUSA ofrece a la parroquia una gran multitud de líneas, destacando la 1 y 26.  Además, la parroquia, tendrá una parada del Metrotrén que contará con la línea de cercanías C-1: la estación del Hospital de Cabueñes.

## Toponimia
En su obra Diccionario toponímico del concejo de Gijón, el filólogo Ramón d'Andrés Díaz recoge varias hipótesis que explican el origen del nombre de la parroquia:
- Según una de ellas, el topónimo provendría de Bonius, un nombre de hombre de época romana o altomedieval. Cabueñes derivaría entonces de la expresión Casa Boniis, "la casa de Bonius". De hecho, en asturiano es muy frecuente apocopar el sustantivo casa en ca cuando este va seguido del nombre de su propietario. Además, la evolución de la "o" en el diptongo "ue" y la secuencia "ni + vocal" en "ñ" es común.

- Por otro lado, Ramón d'Andrés Díaz también recoge que Cabueñes puede ser un compuesto de la palabra latina caput (cabeza) y el  término prerromano onna (río). El nombre de la parroquia significaría, por tanto, "la cabecera del río". Efectivamente, el río Peñafrancia atraviesa Cabueñes, aunque su nacimiento se halla en la parroquia vecina de Deva.

- Finalmente, en el mencionado libro se recoge una etimología propuesta por Jovellanos, quien pensaba que Cabueñes podría haber evolucionado a partir del nombre latino Gavinius. No obstante, Ramón d'Andrés Díaz opina que esta hipótesis tiene poco fundamento.

## Barrios
- Cimadevilla (Cimavilla, oficialmente, en asturiano)[4]
- Pontica (La Pontica, oficialmente, en asturiano)[4]
- Cefontes

## Equipamientos

### Pertenecientes a laMilla del Conocimiento Margarita Salas
- Hospital Universitario de CabueñesUniversidad Laboral
- Hospital de Cabueñes
- Parte del Campus Universitario

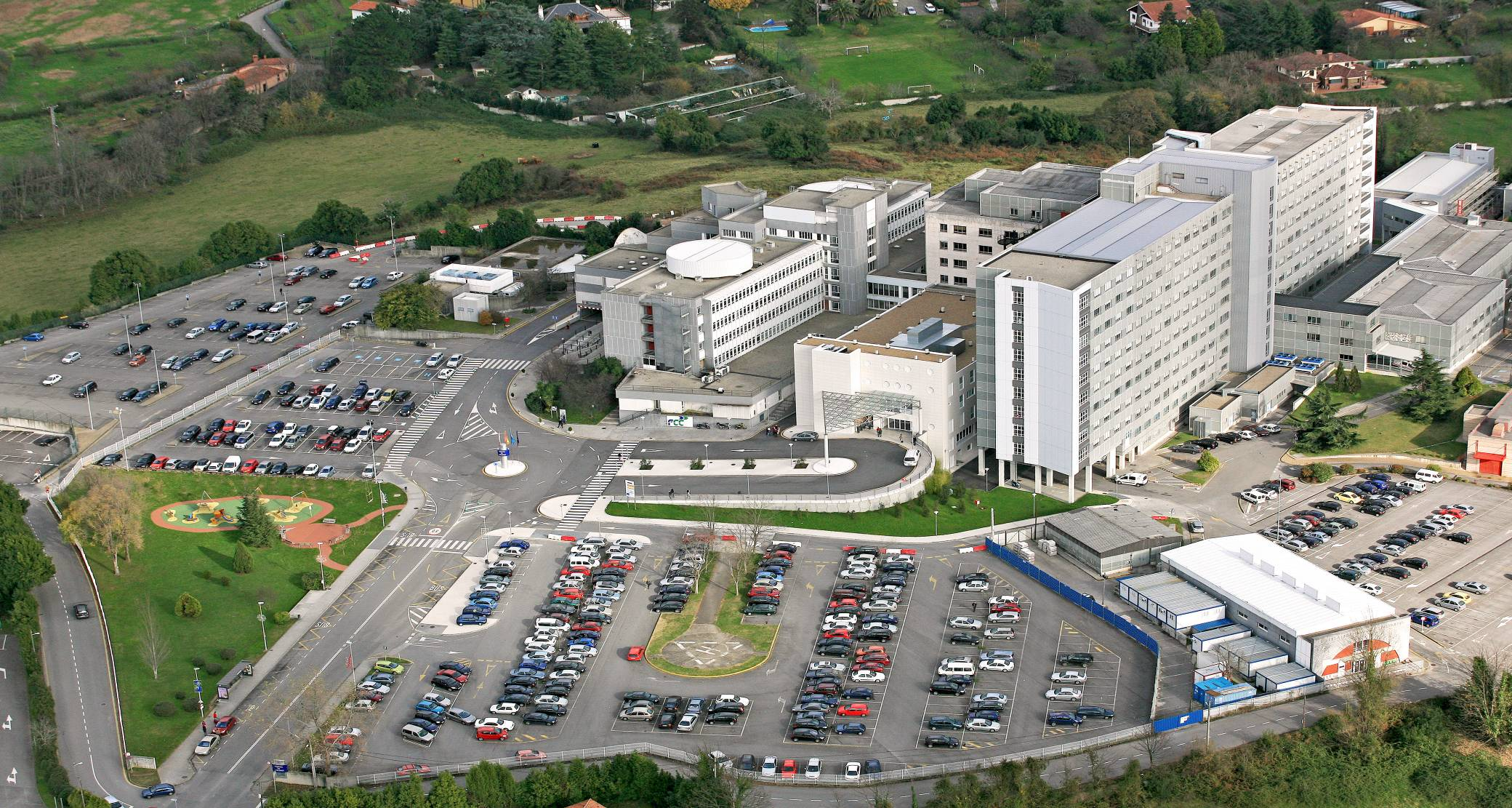
Hospital Universitario de Cabueñes

- El Parque Científico y Tecnológico
- El Jardín Botánico Atlántico

### Zonas verdes

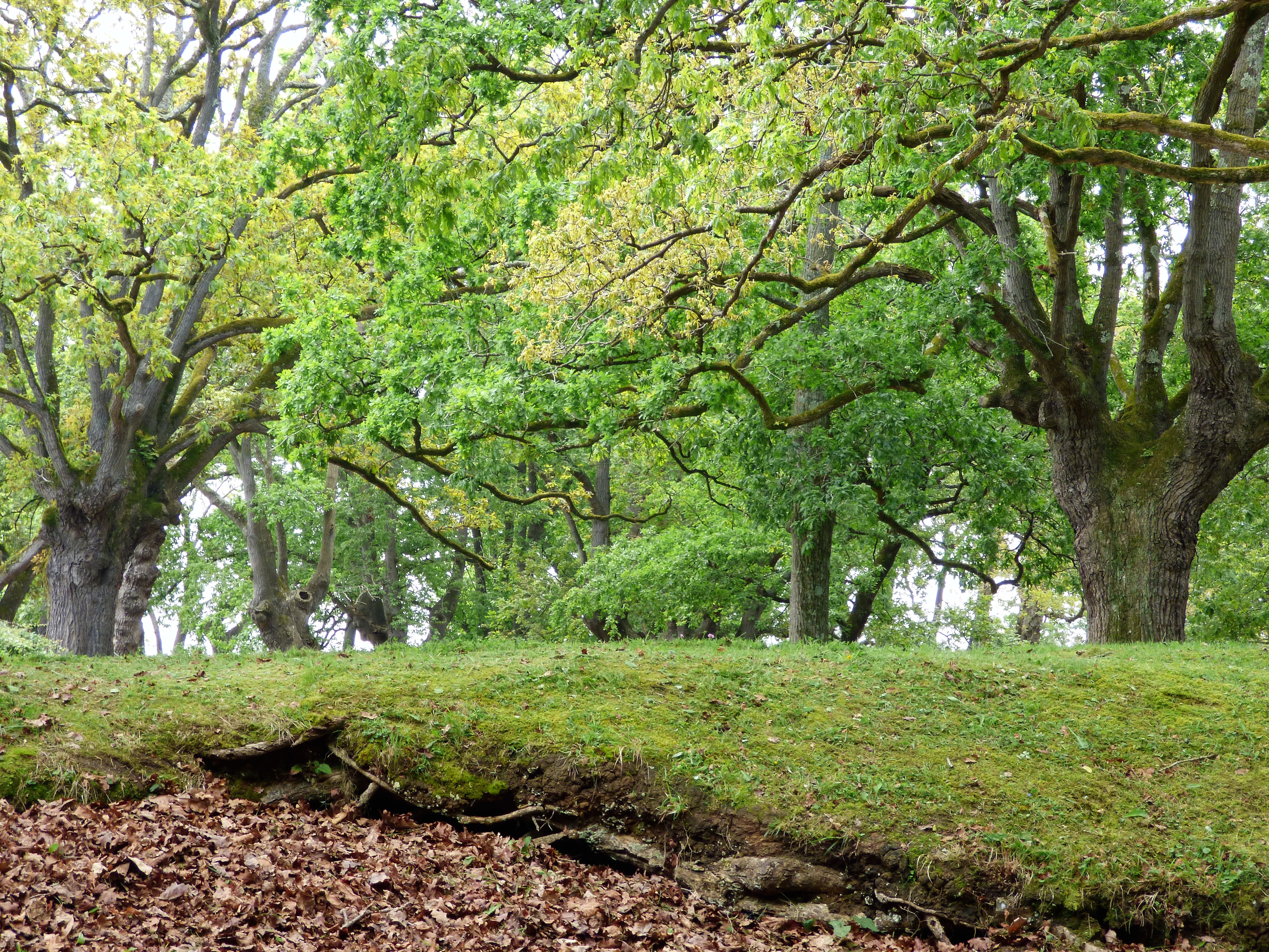
Carbayera de El Tragamón.

- Carbayera de El Tragamón
- Senda del río Peñafrancia

### Deportes
- Sede e instalaciones del Club Deportivo Arenal
- Campo de fútbol La Laboral
- Pista Polideportiva Cabueñes

### Otras
- CP y EEI Cabueñes
- Camping de Deva
- Iglesia de Santa Eulalia de Cabueñes

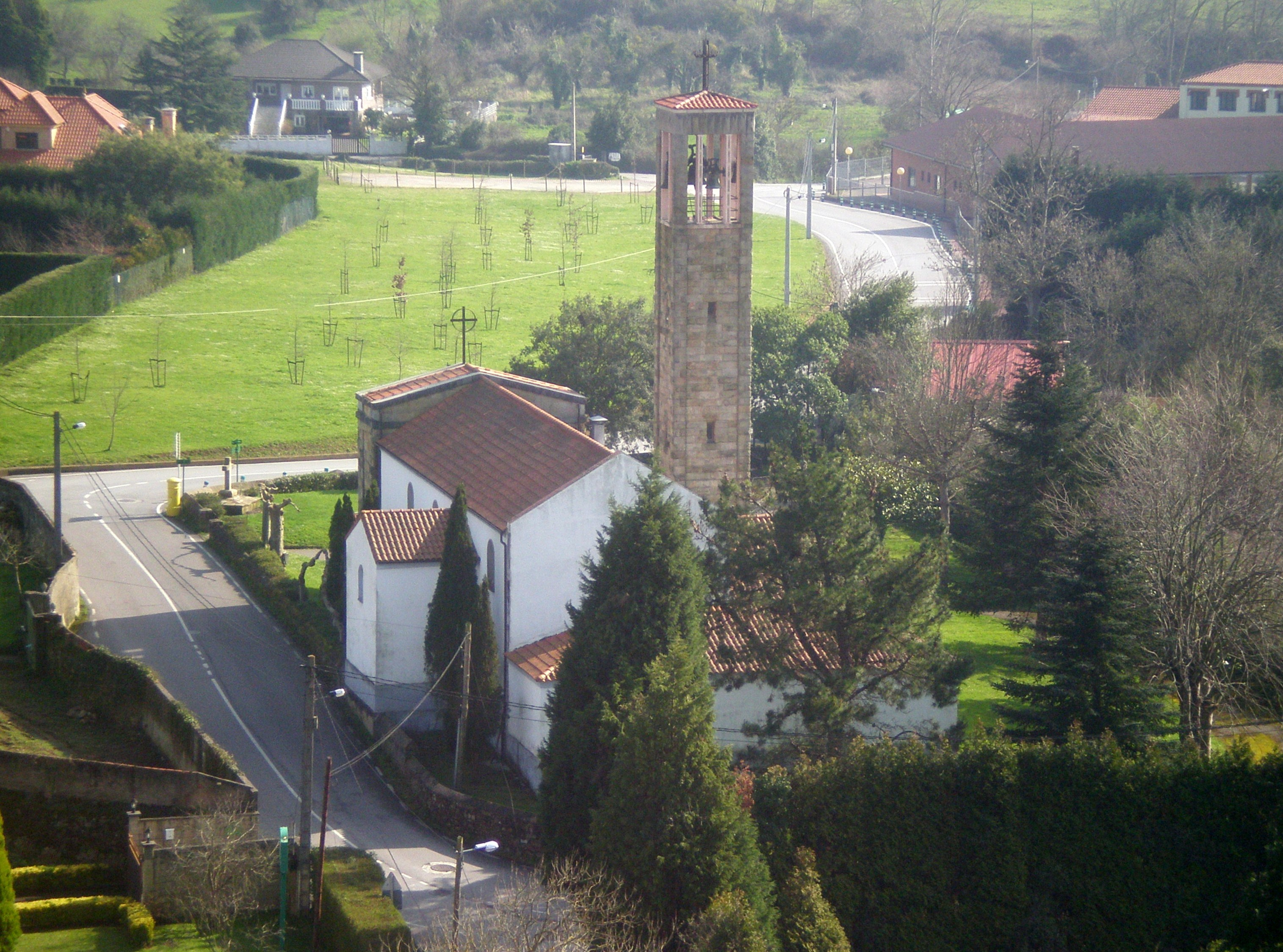
Iglesia de Santa Eulalia con el CP Cabueñes al Fondo

## Personas destacadas
- Jesús Herrera, futbolista internacional en los años 1950. (1938 - 1962)